# (5188) Paine
(5188) Paine est un astéroïde de la ceinture principale.

## Description
(5188) Paine est un astéroïde de la ceinture principale. Il fut découvert le 15 octobre 1990 à l'observatoire Palomar par Eleanor Francis Helin. Il présente une orbite caractérisée par un demi-grand axe de 2,58 UA, une excentricité de 0,14 et une inclinaison de 13,5° par rapport à l'écliptique.

## Compléments